# Orthetrum poecilops
Orthetrum poecilops là một loài chuồn chuồn ngô thuộc họ Libellulidae. Loài này có ở Trung Quốc và Hồng Kông. Các môi trường sống tự nhiên của chúng là rừng đước nhiệt đới hoặc cận nhiệt đới và bãi giữa triều. Nó bị đe dọa do mất môi trường sống.